# Verdnik
Verdnik je priimek več znanih Slovencev:
- Barbara Verdnik (1957—2024), novinarka
- Branka Verdnik (1936—1990), baletna plesalka
- Ivan Verdnik (1878—?), tovarnar, narodni delavec
- Kaja Verdnik (*1999), deskarka na snegu
- Matija Verdnik - Tomaž (1919—1944), partizan, narodni heroj
- Miha Verdnik, smučarski trener
- Štefan Verdnik (1924—?), ljubiteljski gledališčnik in pisatelj
- Tomaž Verdnik, smučarski delavec: strokovni vodja reprezentanc (skoki &nordijska kombinacija)
- Viktor Verdnik (1930—2013), baletni plesalec